# Taracticus guerrerensis
Taracticus guerrerensis là một loài ruồi trong họ Asilidae. Taracticus guerrerensis được Pritchard miêu tả năm 1938. Loài này phân bố ở vùng Tân nhiệt đới.